# Бектеміров Ісмаїл
Ісмаїл Бектеміров (1913, село Татти-Булак Семиріченської області, тепер Узгенського району Ошської області, Киргизстан — ?) — киргизький радянський діяч, 1-й секретар Янгі-Наукатського районного комітету КП(б) Киргизії Ошської області. Депутат Верховної Ради Киргизької РСР 2-го скликання. Депутат Верховної Ради СРСР 3-го скликання. 

## Біографія
Народився в бідній селянській родині. До 1932 року навчався в початковій школі, потім у неповній середній школі, після закінчення якої працював секретарем Джан-Шуринської сільської ради Узгенського району. Тоді ж вступив до комсомолу.
З 1935 року — секретар виконавчого комітету Куршабської районної ради; секретар Куршабського районного комітету ЛКСМ Киргизії.
Член ВКП(б) з 1939 року.
У 1940 році закінчив курси пропагандистів і перший курс Вищої комуністичної сільськогосподарської школи в місті Фрунзе.
У 1940—1942 роках — інструктор Куршабського районного комітету КП(б) Киргизії Ошської області; секретар виконавчого комітету Куршабської районної ради депутатів трудящих.
У 1942—1943 роках — завідувач організаційно-інструкторського відділу Куршабського районного комітету КП(б) Киргизії Ошської області.
У листопаді 1943 — лютому 1947 року — голова виконавчого комітету Куршабської районної ради депутатів трудящих Ошської області.
У лютому 1947 — після 1950 року — 1-й секретар Янгі-Наукатського районного комітету КП(б) Киргизії Ошської області.
Подальша доля невідома.

## Нагороди
- орден Червоної Зірки
- орден «Знак Пошани»
- медаль «За доблесну працю у Великій Вітчизняній війні 1941—1945 рр.»
- медалі